# Tingstads distrikt
Tingstads distrikt är ett distrikt i Norrköpings kommun och Östergötlands län. 
Distriktet ligger i sydost om Norrköping. 

## Tidigare administrativ tillhörighet
Distriktet inrättades 2016 och utgörs av en del av området som till 1971 utgjorde Norrköpings stad i en del av det område som före 1952 utgjorde Tingstads socken.
Området motsvarar den omfattning Tingstads församling hade 1999/2000 och fick 1992 efter utbrytning av Vrinnevi församling.